# Tiffany Darwish
Tiffany Renee Darwish (Norwalk, 2 de octubre de 1971), conocida por su nombre artístico Tiffany, es una cantante estadounidense con varios hits de pop adolescente en la década de 1980.

## Biografía
Tiffany creció en Norwalk con sus padres James Robert Darwish y Janie Wilson Grandi. Los padres de Tiffany se divorciaron cuando era niña. Cuando Tiffany tenía 4 años de edad, aprendió la letra de la canción Delta Dawn, y empezó a cantarla frecuentemente.
En 1981, Tiffany realiza su primera presentación profesional como cantante, con una banda de música country y western spot.
Tiffany era cantante en un club de Los Ángeles llamado El Palomino, cuando fue descubierta por Hoyt Axton y su esposa Mae Axton, quien la llevó a cantar a Nashville, Tennessee, donde se presentó en Ralph Emery Show. En 1982 Tiffany va de gira por varias ciudades de Alaska, ganando $3.000 dólares. Ese mismo año, actúa para Jerry Lee Lewis y para George Jones.
En 1983 Ronald Kent Surut se convierte en su mánager.
Finalmente, en 1984, firma un contrato de grabación con George Tobin. Este mismo año editó la canción titulada "Remembering Love", acreditada a "Tiffany", en Canadá, seguida en 1987 por otra canción "In the Dark". Sus fanes debatieron incesantemente si esos temas le pertenecían a Tiffany, incluso la propia negación de Tiffany no fue siempre totalmente aceptada (a veces se sugería que estaba tratando de ocultar antiguas fallas en su carrera). Como sea, en última instancia, se halló que esas ediciones eran de la cantante canadiense Kimberly Warnock, que a veces usaba el nombre artístico de "Tiffany" pero no tenía conexión con la cantante más famosa con ese nombre.
En 1985 Tiffany aparece en Star Search con Ed McMahon, pero queda en segundo puesto ese año. En 1986, firma un contrato que entrega a Tobin el total control de su carrera. Así, fue al estudio a grabar su primer álbum, y fue firmado un contrato con MCA. En 1987 fue editado el álbum Tiffany, y se embarcó en una gira por los malls para promoverlo. Su cover de los Tommy James & the Shondells, su hit "I Think We're Alone Now", se convierte en número uno de la lista en Billboard, impulsando a Tiffany al estrellato internacional. Pronto, encontró la competencia de Debbie Gibson por espacio en las portadas de las revistas juveniles, incluyendo Tiger Beat, Teen Beat y muchas otras, y visitando múltiples programas de TV: MTV, Fox, etc. Su canción "Could've Been" también se dispara al #1 de la lista Billboard en febrero de 1988. "I Saw Him Standing There" y "Feelings of Forever" también tuvieron éxito en los rankings del debut de 6 millones de ventas. Más tarde ese año, elige al entonces desconocido grupo New Kids on the Block como acto de apertura en sus giras.
En 1989 compró una mansión que pertenecía al actor de acción Chuck Norris, pero luego la vendió. También se edita su segundo álbum, Hold An Old Friend's Hand. No le fue tan bien como a su primer álbum ni consiguió ningún puesto número uno, aunque la canción "All This Time" entró en la lista de las diez canciones más escuchadas. Hold An Old Friend's Hand recibe diferentes tipos de críticas pero consiguió el doble platino. Ese año, firma para ser la voz de Judy en Jetsons: The Movie (Los Supersónicos: la película), editada en 1990. Película en la cual se escucharan sus canciones "You And Me", "I Always Thought I'd See You Again" y "Home".
En 1992, se casó con Bulmaro García. El 17 de septiembre de ese año dio a luz a su hijo. A principios de los 90s, en un breve intento de regresar, se reunió con Tobin para lanzar el álbum Dreams Never Die en Asia, además de hacer algunas presentaciones en el Hilton de Las Vegas en el verano de 1993, antes de romper nuevamente con Tobin.
En 1995, se mudó a Nashville para intentar iniciar una carrera de música country, pero sin editar nada de ese género. En 2002, fue la protagonista de un episodio del programa de TV E! True Hollywood Story. También tuvo un álbum de grandes éxitos editado en Singapur y tres en Japón. A los 31 años de edad, aparece desnuda en una foto en la revista Playboy.
En 2000, se edita su álbum "del regreso", The Color of Silence. Billboard lo nombra "uno de los mejores álbumes pop del año" y la "mayor revelación" del año.

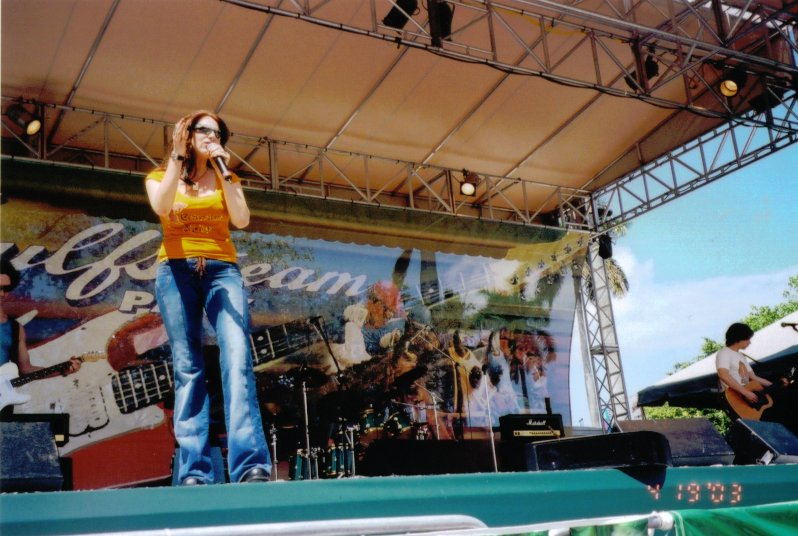
Tiffany en 2003

El 1 de agosto de 2004, después de divorciarse de su primer marido Bulmaro, se casa con un británico llamado Ben George, y ahora divide su tiempo entre Cannock, un pueblo cercano a Wolverhampton, Inglaterra y Los Ángeles.
El 2 de abril de 2005, Tiffany aparece en el programa de TV británico Hit Me, Baby, One More Time, ganando el primer encuentro y por lo tanto pasando a la final. También apareció en la versión estadounidense del programa el 21 de junio de 2005.
En mayo de 2005, edita su álbum, Dust Off And Dance, en forma independiente y a través de CDBaby (y luego para bajar en el iTunes music store). Fue dedicado a su nuevo marido pero grabado como un agradecimiento a sus fanes (particularmente a su fanbase gay y euro).
El 5 de junio de 2007, recién salida del programa de televisión inglés Celebrity Fit Club lanza un nuevo disco con canciones completamente originales Just Me. El primer sencillo y video musical fue "Feels Like Love", que fue lanzado oficialmente por la compañía de discográfica de Tiffany, 10 Spot Records.
En enero de 2011, Tiffany lanza el sencillo "Serpentine", coescrito con Chris Donohue inicialmente como descarga digital y luego como una edición limitada de CD incluyendo solo 1 canción (se realizaron solo 500 copias del CD) y se vendió a través de CDBaby and el sitio web de la cantante. "Serpentine" es el primer sencillo country de Tiffany y fue grabado en Nashville como un adelanto de su siguiente álbum: Rose Tattoo. La canción no se incluyó en el álbum y fue escrita específicamente para la película "Mega Python vs. Gatoroid", la cual Tiffany protagoniza junto a la cantante Deborah Gibson.
La cantante lanza su octavo álbum de estudio Rosse Tatto el 1 de marzo de 2011. Este álbum representan el retorno a la música country, género con el que Tiffany empezó antes de su éxito como estrella del pop adolescente en la década de los 80's.

## Discografía

### Álbumes de estudio
| Álbum                     | Detalles |
| ------------------------- | --- |
| Tiffany                   | - Lanzamiento: 15 de septiembre de 1987 - Compañía: MCA - Formatos: LP, casete, CD                            |
| Hold an Old Friend's Hand | - Lanzamiento: 21 de octubre de 1988 - Compañía: MCA - Formatos: LP, casete, CD                               |
| New Inside                | - Lanzamiento: 2 de octubre de 1990 - Compañía: MCA - Formatos: LP, casete, CD                                |
| Dreams Never Die          | - Lanzamiento: 21 de noviembre de 1993 - Compañía: MCA - Formatos: casete, CD                                 |
| The Color of Silence      | - Lanzamiento: 7 de noviembre de 2000 - Compañía: Azil / Eureka - Formatos: CD                                |
| Dust Off and Dance        | - Lanzamiento: 31 de mayo de 2005 - Compañía: Backroom - Formatos: CD                                         |
| Just Me                   | - Lanzamiento: 5 de junio de 2007 - Compañía: 10 Spot / Water Music - Formato: CD                             |
| Rose Tattoo               | - Lanzamiento: 1 de marzo de 2011 - Compañía: Only The Girl Inc. Productions - Formatos: CD, digital download |
| A Million Miles           | - Lanzamiento: 27 de mayo de 2016 - Compañía: - Formatos: CD, digital download                                |
| Pieces of Me              | - Lanzamiento: 21 de septiembre de 2018 - Compañía: Go On Then - Formatos: LP, CD, digital download           |
| Shadows                   | - Lanzamiento: 25 de noviembre de 2022 - Compañía: Deko Entertainment - Formatos: LP, CD, digital download    |

| Compilaciones |
| --- |
| I Saw Him Standing There - Remix EP (Japón) - Lanzamiento: 11 de mayo de 1988 - Compañía: MCA / Warner Music Japan                      |
| BEST 16 - Compilación de éxitos (Japón) - Lanzamiento: 26 de noviembre de 1992 - Compañía: MCA Victor                                   |
| Best of Best - Compilación de éxitos (Japón) - Lanzamiento: 26 de octubre de 1994 - Compañía: MCA Victor                                |
| Best One - Compilación de éxitos (Japón) - Lanzamiento: 27 de octubre de 1995 - Compañía: MCA Victor                                    |
| All the Best - Compilación de éxitos incluyendo 2 canciones nuevas (Asia) - Lanzamiento: 21 de febrero de 1996 - Compañía: MCA          |
| Greatest Hits - Compilación de éxitos - Lanzamiento: 22 de octubre de 1996 - Compañía: Hip-O                                            |
| I Think We're Alone Now: '80s Hits and More - Nueva grabación de hits de los 80s - Lanzamiento: 3 de mayo de 2007 - Compañía: Cleopatra |

## Posiciones en las listas
| Año  | Sencillo                    | Álbum                                        | Posicionamiento | Posicionamiento | Posicionamiento | Posicionamiento | Posicionamiento | Posicionamiento | Posicionamiento | Posicionamiento | Posicionamiento |
| Año  | Sencillo                    | Álbum                                        | U.S.            | IRL             | GER             | UK              | CAN             | AUS             | JPN             | NZ              | NET             |
| ---- | --------------------------- | -------------------------------------------- | --------------- | --------------- | --------------- | --------------- | --------------- | --------------- | --------------- | --------------- | --------------- |
| 1987 | "I Think We're Alone Now"   | Tiffany (álbum)                              | 1               | 1               | 14              | 1               | 1               | 13              | 48              | 1               | 2               |
| 1987 | Could've Been               | Tiffany (álbum)                              | 1               | 1               | —               | 4               | 1               | 8               | 66              | 5               | 21              |
| 1988 | "I Saw Him Standing There"  | Tiffany (álbum)                              | 7               | 4               | 40              | 8               | 4               | 10              | 64              | 3               | 82              |
| 1988 | "Feelings Of Forever"       | Tiffany (álbum)                              | 50              | —               | —               | 52              | 41              | —               | —               | —               | —               |
| 1988 | "All This Time"             | Hold an Old Friend's Hand (álbum de Tiffany) | 6               | 24              | —               | 47              | —               | 124             | —               | —               | —               |
| 1989 | "Radio Romance"             | Hold an Old Friend's Hand (álbum de Tiffany) | 35              | 18              | —               | 13              | —               | 62              | 74              | 16              | 53              |
| 1989 | "Hold an Old Friend's Hand" | Hold an Old Friend's Hand (álbum de Tiffany) | —               | —               | —               | —               | —               | 161             | —               | —               | —               |
| 1990 | "New Inside"                | New Inside (álbum de Tiffany)                | —               | —               | —               | —               | —               | 159             | —               | —               | —               |
| 1991 | "Voices That Care"          | Non-album single                             | 11              | —               | —               | —               | —               | —               | —               | —               | —               |

## Filmografía
- Jetsons: The Movie (1990) - Judy Jetson.
- Out of this World (1990) - Tiffani, episodio "I Want My Evie TV".
- That '80s Show (2002) - Candy, episodio "Punk Club".
- Death and Texas (2004) - Cantante del himno nacional estadounidense.
- How I Met Your Mother  (2008) - Chica de colegio católico, episodio "Sandcastles in the Sand".
- The Isolationist (2008) - Barbara, cortometraje.
- The Young and the Restless (2008) - Cantante de villancicos, un episodio.
- Necrosis (2009) - Barbara.
- Mega Piranha (2010) - Sarah Monroe.
- Mega Python vs. Gatoroid (2011) - Terry O'Hara.
- Robot Chicken (2019) - Voces adicionales, episodio "Spike Fraser in: Should I Happen to Back Into a Horse".
- The Umbrella Academy (serie de televisión) episode " The Piano Shack" - I think We're Alone Now